# BMC (entreprise)
Pour les articles homonymes, voir BMC.
BMC (Bicycle Manufacturing Company) est une marque de vélos suisse détenue par l’entreprise BMC Trading AG qui a équipé en particulier les équipes Phonak, puis BMC Racing.

## Entreprise
L'entreprise a été fondée en 1986 par Bob Bigelow. La marque prend de l'ampleur en 2001 avec le rachat par d'Andy Rihs, le propriétaire actuel,. En 2007, l'entreprise a vendu environ 22 000 vélos.

## Sponsoring
Elle équipe et sponsorise jusqu'en 2018 la formation BMC Racing de John Lelangue pour la route. À partir de la saison 2021 BMC est l'équipementier de l'équipe AG2R Citroën. BMC est également équipementier de l'équipe Qhubeka Assos.
En vélo tout-terrain, BMC finance l'équipe BMC Mountainbike Racing Team (nl) pour le cross-country et l'équipe BMC Factory Trailcrew pour l'enduro.

## Modèles

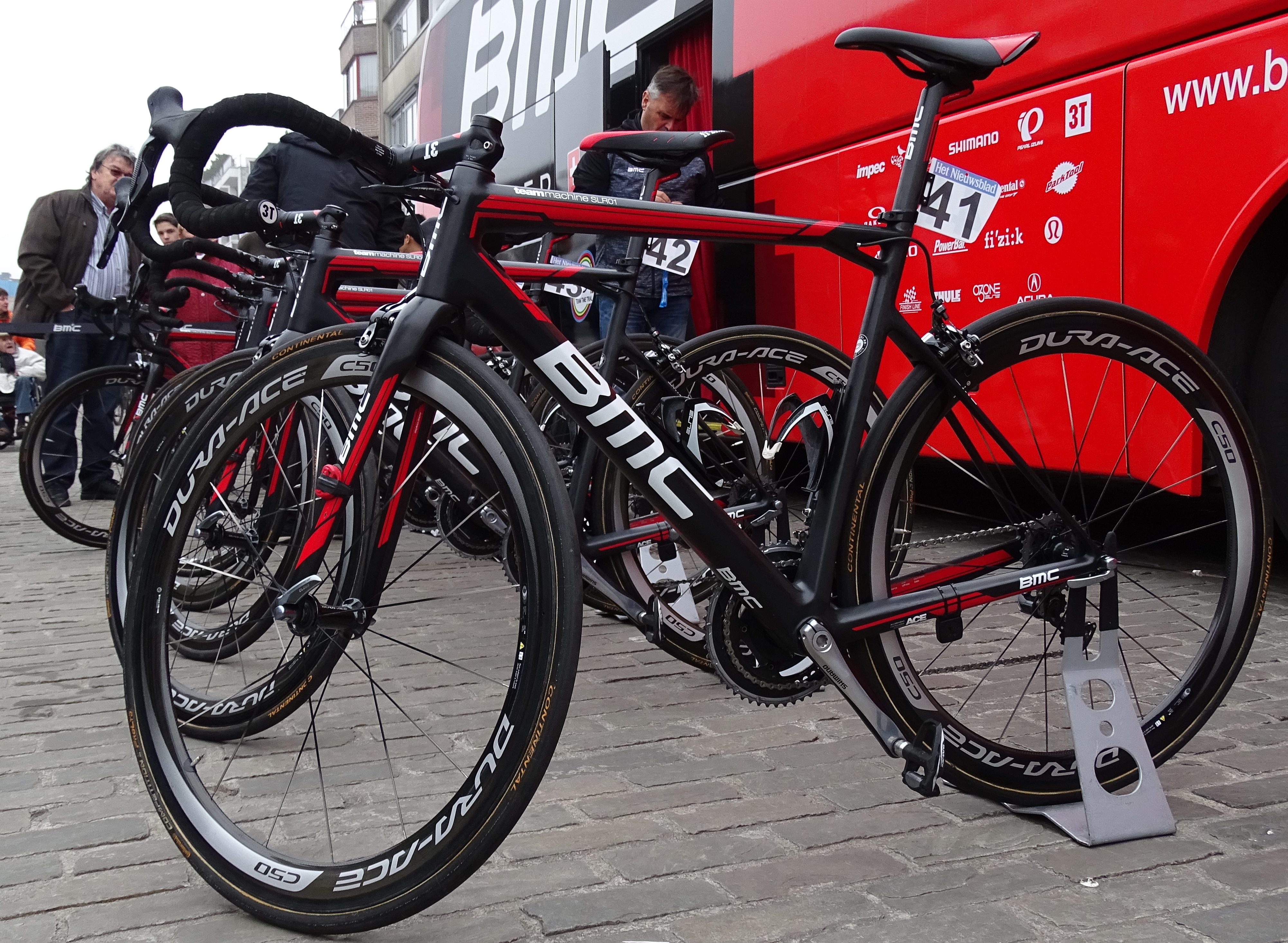
Un vélo de route BMC, modèle Teammachine 2015.

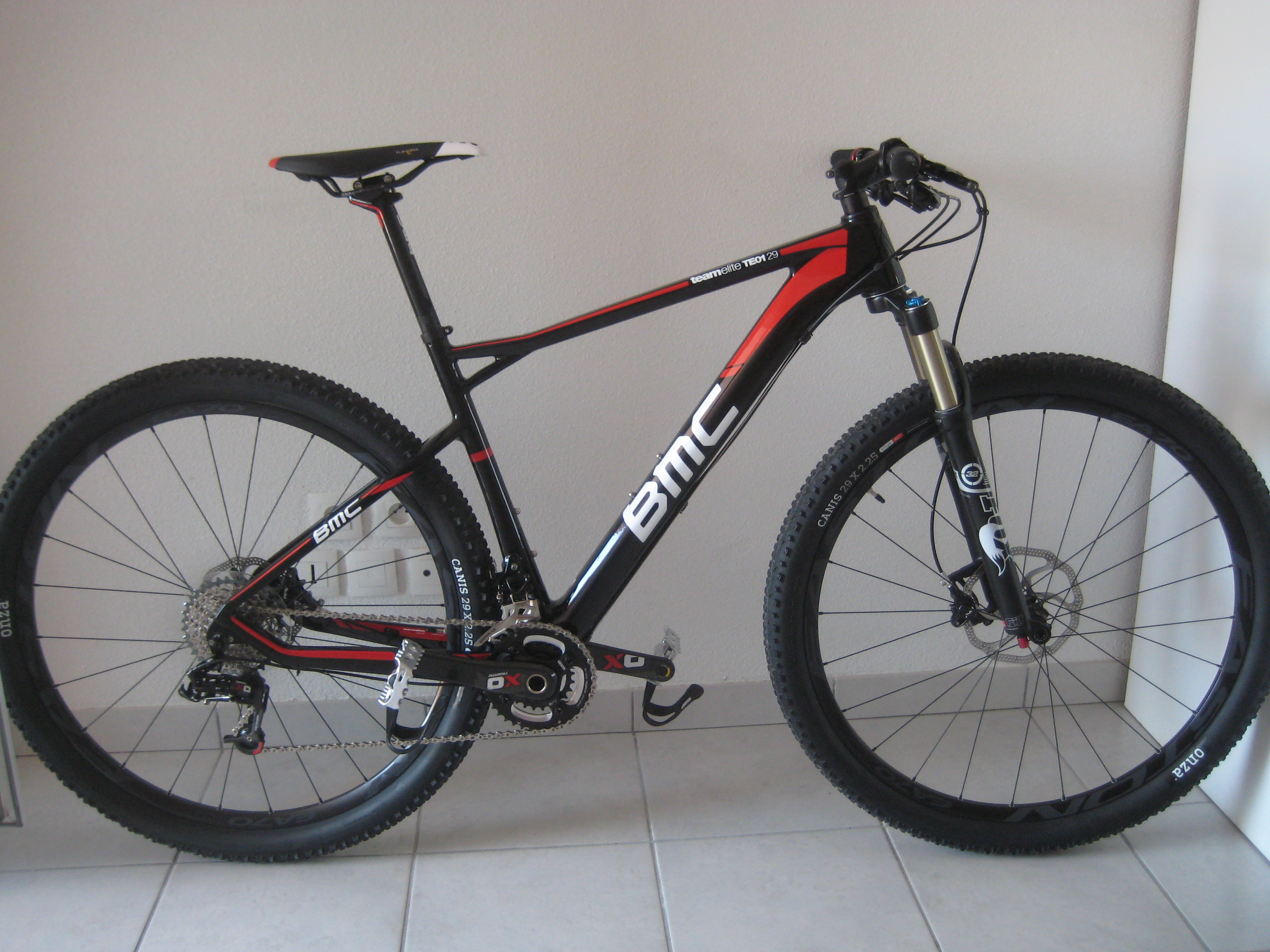
Un VTT BMC, modèle Team Elite 2013.

BMC est connu pour ses modèles très haut de gamme, tant en route qu'en VTT. L'entreprise propose aussi une gamme de vélos urbains, également proposée avec des équipements haut de gamme.
BMC possède également les marques Stromer et Bergamont depuis 2008. En juin 2015, BMC se sépare de Bergamont au profit de Scott.

### Route
- Granfondo : Vélo d'endurance remplacé par le RoadMachine en 2016
- Teammachine : Iconique modèle polyvalent de compétition depuis 2011, a gagné les plus prestigieuses courses
- Timemachine Road: Modèle aéro de la famille
- Timemachine: Modèle Contre la montre de la gamme
- Roadmachine : Velo d'endurance haute performance, à l'image d'un Specialized Roubaix ou du Cervélo Caledonia

### Gravel
- Urs : Gravel aventure de la gamme
- Urs LT : Identique à l'Urs, mais équipé d'une fourche suspendue, dont la suspension est située dans le jeu de direction, à l'image de ce que faisait Cannondale avec ses fourches Fatty
- Kaius : Gravel performance

### VTT
- Team Elite : semi-rigide de cross-country, remplacé par le Twostroke
- Fourstroke : tout-suspendu de cross-country
- Speedfox : tout-suspendu de trail/all-mountain
- Trailfox : tout-suspendu d'enduro

### Urbain
- AlpenChallenge